# Biston exotica
Biston exotica là một loài bướm đêm trong họ Geometridae.